# 玉井安蔵
玉井 安蔵（安藏、たまい やすぞう、1835年6月26日（天保6年6月1日）- 1920年（大正9年）1月5日）は、明治から大正初期の実業家・政治家。衆議院議員。

## 経歴
伊予国宇和郡清水村（愛媛県宇和郡清水村、北宇和郡清水村、愛治村、広見町を経て現鬼北町）で、庄屋・玉井常四郎の長男として生れた。明治維新後、家督を相続し、里正、戸長を務めた。
1880年（明治13年）愛媛県会議員に選出された。1882年（明治15年）9月、清水村農民から無役地返還の訴訟が起こされ、地主側代表として対応に当った。1888年（明治21年）以降、宇和島地方の大同派の勢力拡張に山崎惣六らと尽力した。1894年（明治27年）3月、第3回衆議院議員総選挙（愛媛県第6区）で当選し、衆議院議員に1期在任した。
その後、愛媛県農工銀行取締役、宇和島鉄道取締役、宇和島運輸取締役、宇和島銀行監査役、宇和島信託監査役、北宇和郡農会会長などを務めた。
晩年、養子卓一に家督を譲り隠居して宇和島町（現宇和島市）で余生を送った。

## 国政選挙歴
- 第2回衆議院議員総選挙（愛媛県第6区、1892年2月、自由党）次点落選[4]
- 第3回衆議院議員総選挙（愛媛県第6区、1894年3月、自由党）当選[4]
- 第4回衆議院議員総選挙（愛媛県第6区、1894年9月、自由党）落選[6]